# Lemmy Kilmister
Pour les articles homonymes, voir Kilmister (homonymie).
Ian Fraser Kilmister, dit Lemmy Kilmister, né le 24 décembre 1945 à Burslem (Angleterre, Royaume-Uni) et mort le 28 décembre 2015 à Los Angeles (Californie, États-Unis), est un musicien britannique, célèbre pour avoir été le fondateur, bassiste, chanteur, parolier principal et seul membre permanent du groupe de heavy metal Motörhead jusqu'à sa mort, et pour avoir été membre du groupe de space rock Hawkwind. Sa voix éraillée voire gutturale, son physique imposant, sa pilosité faciale caractéristique et son attitude rock 'n' roll en font une figure légendaire du heavy metal. Pendant un temps, il porta le nom de Ian Willis, avant d'opter pour « Lemmy ».

## Biographie

### Enfance (1945-1962)
Lemmy est né à Burslem, en Angleterre. Son père, un ancien aumônier de la Royal Air Force, se sépare de sa mère alors qu'il n'a que trois mois. Lemmy la suit, avec sa grand-mère, à Newcastle-under-Lyme, puis à Madeley, dans le Staffordshire.
L'année de ses dix ans, sa mère se marie à George Willis, père de deux enfants issus d'un précédent mariage, Patricia et Tony, avec qui Lemmy s'entend mal. La famille recomposée déménage à Benllech, Anglesey, en Galles du Nord, et c'est précisément à cette époque qu'il commence à éprouver un intérêt grandissant pour le rock 'n' roll naissant, les filles et les chevaux. C'est à l'école Ysgol Syr Thomas Jones d'Amlwch qu'il acquiert son surnom de Lemmy, en référence à l'expression anglaise lend me a fiver (raccourci en « Lemme ») signifiant « Prête-moi un biffeton ». Face aux difficultés financières de la famille bridant son addiction aux jeux de hasard — particulièrement les machines à sous — il se voit dans l'obligation de demander de l'argent à ses camarades,,.
À 16 ans, il découvre les Beatles, qui jouent au Cavern Club, et il se met à apprendre la guitare aux sons de leur premier album Please Please Me. Il apprécie particulièrement l'attitude sarcastique du groupe, et notamment celle de John Lennon. Lemmy quitte l'école au moment où sa famille déménage à nouveau à Conwy ; il enchaîne alors plusieurs petits boulots, notamment dans une usine d'électroménager, en jouant de la guitare pour des groupes locaux, dont les Sundowners. C'est en pratiquant l'équitation, à 17 ans, que Lemmy fait la connaissance de Cath, qu'il suivra jusqu’à Stockport, Cheshire, et avec qui il aura son premier fils, Sean.

### Carrière (1965-2015)

#### Débuts (1960-1970)
À Stockport, il se joint à d'autres musiciens dans des groupes locaux, les Rainmakers en premier lieu puis The Motown Sect, qui ont pu jouer dans les clubs du nord pendant trois années. Désirant élargir ses horizons, il se joint aux Rocking Vicars qui enregistrent trois singles chez CBS et qui deviennent le premier groupe anglais à visiter la Yougoslavie à l'issue de leur tournée européenne. Dans son appartement de Manchester, il a une liaison avec une femme prénommée Tracy, qui met au monde un fils, Paul Inder.
Dans le but de faire de la musique son gagne-pain, Lemmy revient à Londres en 1967, où il partage un appartement avec Noel Redding et Neville Chesters, respectivement bassiste et manager de The Jimi Hendrix Experience, et qui l'embauchent comme roadie. Il ne laisse cependant pas tomber la musique, signant quelques titres de l'album Escalator de Sam Gopal et rejoignant ensuite le groupe Opal Butterfly, qui bientôt implosera.

#### Hawkwind (1971-1975)
En 1971, Lemmy intègre Hawkwind, groupe anglais de space rock, en tant que bassiste et chanteur. Il n'a encore aucune expérience avec une guitare basse, mais sait rapidement développer un style de jeu distinctif et unique, fortement influencé par son passé de guitariste rythmique.
Son jeu de basse fut une contribution fondamentale au son distillé par le groupe à cette époque, se manifestant dans toute sa splendeur sur Space Ritual. Il prêta également sa voix sur de nombreuses chansons, incluant le plus grand succès du groupe au classement UK chart single, « Silver Machine », qui se hissa à la troisième place en 1972.

#### Formation et activité avec Motörhead (1975-2015)

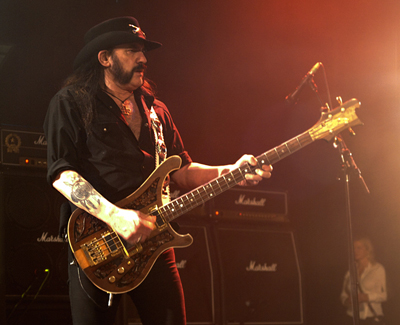
Lemmy Kilmister en 2011.

En 1975, Lemmy est renvoyé de Hawkwind après son arrestation à la frontière canadienne pour recel de substances illicites. Il passe cinq jours en prison, puis est libéré sans suites pénales.
Il forme alors un nouveau groupe nommé Bastards avec Larry Wallis (guitare), ancien des Pink Fairies et d'UFO, et Lucas Fox (batterie). Cependant quand le manager du groupe informe Lemmy qu'un groupe nommé « Bastards » (« Enfoirés ») ne pourra jamais décrocher une place au Top of the Pops, il change le nom du groupe en Motörhead (motorhead est une vieille expression britannique désignant un « accro » aux amphétamines), du nom de la dernière chanson composée pour Hawkwind.
Peu après, il embauche Eddie Clarke à la guitare et Phil Taylor à la batterie.
Commence alors le succès du groupe. Le son du groupe plaît tout de suite aux fans de heavy metal, mais aussi aux fans du punk rock naissant. (Plus tard, Lemmy affirmera qu'il se sentait plus à l'aise avec le punk qu'avec le heavy metal.) Il joue également quelques concerts avec The Damned, lorsque le bassiste de ce groupe, Captain Sensible, décide de prendre le rôle de guitariste en 1978. La voix gutturale de Lemmy est unique dans le monde du rock à cette époque.

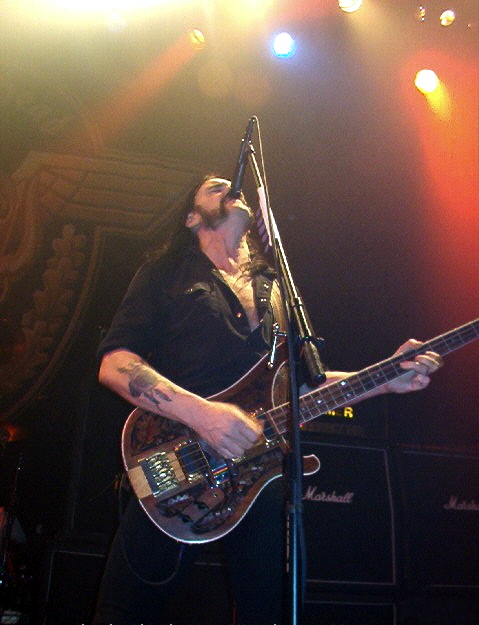
Lemmy jouant de la basse.

Le succès du groupe monte en flèche entre 1980 et 1981 avec de nombreux singles classés au UK Chart Hits, incluant le classique Ace of Spades et l'album live No Sleep 'til Hammersmith, qui devient numéro un mondial. Motörhead devint l'un des groupes les plus influents dans le mouvement heavy metal.

#### Collaborations
Lemmy travaille aussi avec de nombreux autres musiciens au cours de sa carrière. Il participe à l'écriture de l'album No More Tears d'Ozzy Osbourne, écrivant les paroles des morceaux Hellraiser, Desire, I Don't Want to Change the World, et ce qui reste son plus gros succès, Mama, I'm Coming Home. Lemmy avoue ensuite dans plusieurs magazines avoir gagné plus d'argent grâce aux royalties de ce morceau qu'avec les chansons écrites avec Motörhead.
Une collaboration peu connue de Lemmy : il fait les chœurs sur le deuxième album du groupe de hard rock français Speed Queen sur la chanson Revanche (Speed Queen II, 1982, CBS Records).
Lemmy chante le thème d'entrée du catcheur professionnel Triple H de la WWE intitulé The Game (écrit par le musicien en chef de la fédération, Jim Johnston) ainsi que Line in the Sand, pour l'alliance de catch de la WWE, Evolution. En 2006, Motörhead et Triple H récidivent en créant la chanson King of Kings.
En 2008, Lemmy fait une apparition caméo dans le clip Runnin' Wild de Airbourne, conduisant le camion dans lequel joue le groupe.
En 2010, Lemmy est l'une des stars (avec Ozzy Osbourne, Iggy Pop, Alice Cooper, etc.) qui participent à l'enregistrement de Slash, l'album solo de Slash, ancien guitariste de Guns N' Roses, qui sort en avril 2010. Lemmy chante sur le morceau Doctor Alibi.
En 2004, Lemmy collabore également avec Dave Grohl, sur son projet Probot, jouant sur plusieurs morceaux de l'album, et tout spécialement sur un morceau de heavy metal, Shake Your Blood.

#### The Head Cat (2000-2011)
En 2000, Lemmy s'associe avec Slim Jim Phantom (Stray Cats) et le guitariste Danny B. Harvey (Rockats, 13 Cats, Lonesome Spurs). Après avoir collaboré sur un album de reprises d'Elvis Presley avec les mêmes membres, Lemmy et son compère décident de rester en studio, Kilmister attrapant une guitare acoustique et jouant ses morceaux favoris de Johnny Cash, Buddy Holly et Eddie Cochran. Le groupe ayant les mêmes goûts, ils décident donc de créer un supergroupe, The Head Cat, le nom provenant de la combinaison des noms Motörhead et The Stray Cats.
En 2006 sort donc leur premier album intitulé Fool's Paradise, qui inclut des reprises d'artistes tels que Buddy Holly, Carl Perkins, Jimmy Reed, T-Bone Walker, Lloyd Price, Elvis Presley et Johnny Cash. Durant l'enregistrement, Lemmy joue de la guitare acoustique, mais en concert il préfère jouer avec sa basse habituelle. Un DVD est réalisé à partir de la captation d'un concert à Los Angeles, comprenant 13 chansons de l'album, agrémentée d'une interview des membres.
En 2011 le groupe sort un nouvel album studio, Walk the Walk…Talk the Talk.

#### Dernières années
Les années 2013 à 2015 voient l'état de santé de Lemmy se dégrader, en conséquence de quoi la tournée promotionnelle de l'album Aftershock est d'abord annulée avant d'être reportée d'une année. Par la suite, après avoir longtemps été malade, Lemmy apparaît très amaigri. Les mêmes problèmes réapparaissent pendant la tournée suivante, notamment lors du concert donné le 1er septembre 2015 à Austin (Texas), où Lemmy s'interrompt au cours du troisième morceau, Metropolis, et s'excuse auprès du public de ne pas être en état de jouer avant de retourner définitivement en coulisses.
Le 28 décembre 2015, quatre jours après avoir fêté ses 70 ans, Lemmy meurt à son domicile de Los Angeles, à 16 heures (heure locale), après « un court combat face à un cancer extrêmement agressif ». Il était atteint d'un cancer de la prostate selon son certificat de décès (diagnostiqué seulement deux jours avant et déjà métastasé au cerveau) et souffrait d'arythmie cardiaque.
Motörhead annonce sa mort sur son compte Facebook officiel, dans l'heure qui suit. Le lendemain, le batteur Mikkey Dee dissout officiellement Motörhead.

## Hommages

### Lemmy, le film (2010)
Un documentaire sur Lemmy est paru en décembre 2010. Intitulé sobrement Lemmy, produit et dirigé par Greg Oliver et Wes Orshovski. Le documentaire, tourné pendant deux ans, propose des interviews de ses amis et admirateurs ou de musiciens tels que Dave Grohl, Slash, Ozzy Osbourne, Joan Jett, Alice Cooper, Peter Hook de Joy Division / New Order, Captain Sensible de The Damned, Dee Snider, Dave Navarro, Mick Jones de The Clash, Jim Heath de Reverend Horton Heat, Slim Jim Phantom des Stray Cats, Mike Inez, C.C. DeVille du groupe Poison, Eddie Clarke, Johnny Knoxville, Jarvis Cocker, Marky Ramone, les membres de Metallica, ainsi que le skateur Geoff Rowley, le catcheur Triple H, ou encore la tatoueuse Kat Von D. Le film montre également l'artiste tel qu'il est, au quotidien. Pour promouvoir le film, des T-shirts dessinés par Kilmister lui-même sont mis en vente sur le site du film. Le film a été présenté en avant-première au festival SXSW le 15 mars 2010.

### Brütal Legend (2009)
Dans Brütal Legend, un jeu d'action-aventure basé sur l'univers du rock et du métal, le personnage du Kill Master, un guérisseur capable de soigner les blessés avec des cordes de guitare, est une référence à Lemmy.

### Hommages posthumes
En 2015, un mois avant sa mort, Lemmy tourne dans une publicité pour une marque de lait finlandaise ; le montage final en fait un hommage au chanteur,,.
Début 2016, une pétition est lancée pour que le nom de Lemmy soit donné à l'ununpentium, un métal lourd dont l'Union internationale de chimie pure et appliquée a confirmé la découverte le jour de son décès, 30 décembre 2015.
En 2016, Travis Moore, artiste nord-américain, annonce qu'il va réaliser une statue grandeur nature de Lemmy destinée à être implantée devant le Rainbow Bar & Grill, bar préféré de Lemmy, sur le Sunset Strip, à West Hollywood.
En mai et juin 2016, la Deutsche Post édite une série de timbres à l'effigie de Lemmy, limitée à 7 777 exemplaires.
Lors de l'édition 2016 du festival Hellfest,, Phil Campbell et Ben Barbaud dévoilent un mémorial de 30 tonnes, un totem avec autel et allégories supportant une statue de Lemmy haute de 15 m, réalisé par l'angevin Jimmix, ; ce monument ayant subi des dégâts liés aux intempéries, il est remplacé en 2022.
En novembre 2016, l'astéroïde (243002) 2006 TG119 est baptisé Lemmy en son honneur.

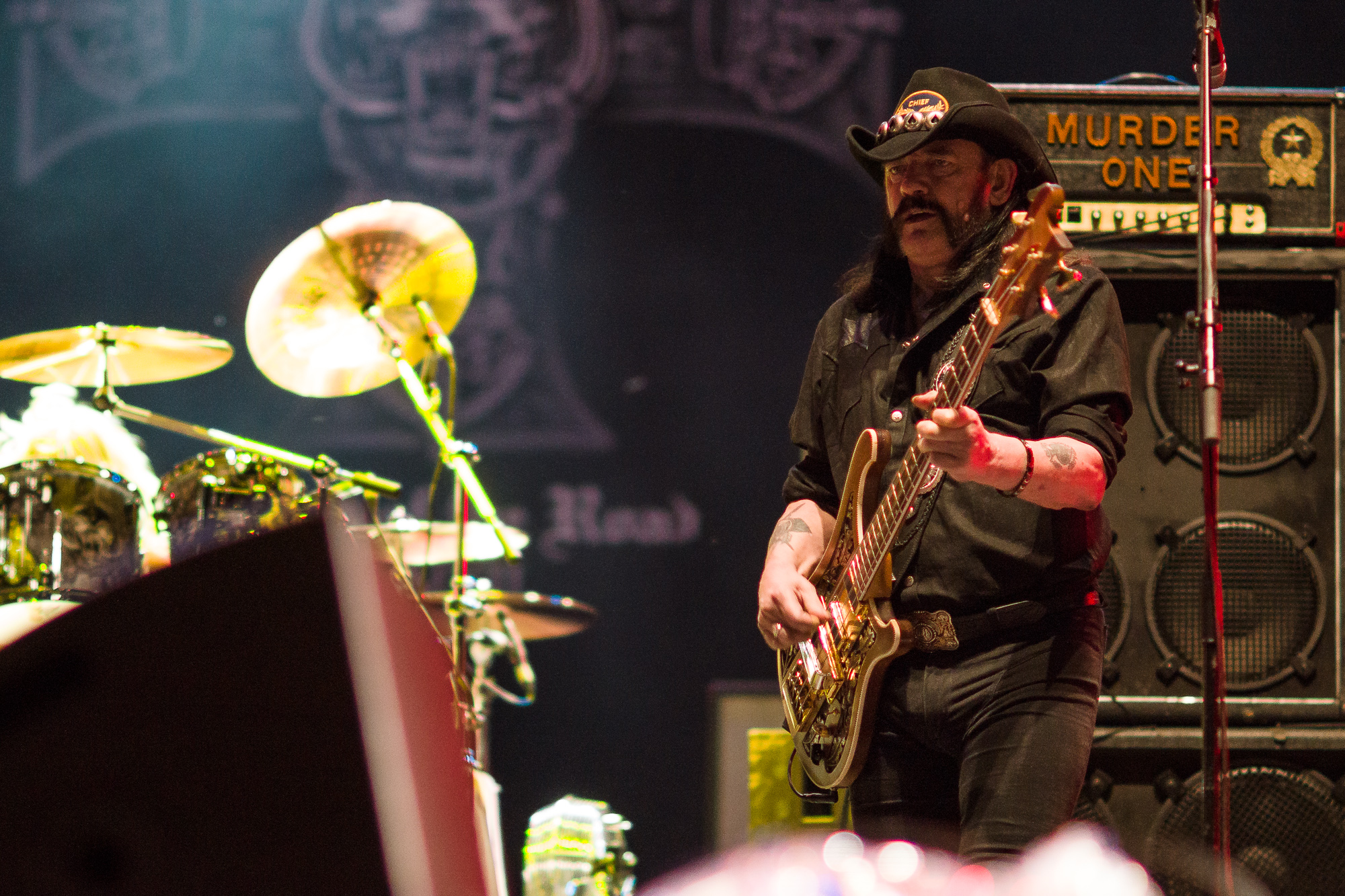
Murder One, en arrière-plan, à droite.

En 2016, Metallica rend hommage à Lemmy, avec la chanson Murder One (album Hardwired… to Self-Destruct), en référence à son ampli Marshall Super Bass Head, surnommé Murder One.
En 2016, Airbourne rend hommage à Lemmy qui a aidé le groupe à se lancer, avec la chanson It's All for Rock'n'roll (album Breakin' Outta Hell), avec des extraits de son clip Running Wild dans lequel Lemmy apparait avec sa fameuse perche à micro, ainsi que le Bomber, un Heinkel He 111, présent sur la couverture de l'album Bomber, et utilisé sur scène par Motörhead.
En 2017, Kreator rend hommage à plusieurs grands noms du rock dans le clip Fallen Brother (album Gods of Violence), où deux photos de Lemmy brûlent dans un baril parmi d'autres photos de pointures du rock.
En août 2017, le fossile d'un crocodile préhistorique découvert au début du XXe siècle, est baptisé Lemmysuchus (en).
Le 24 juin 2022, Phil Campbell et Mikkey Dee inaugurent un nouveau mémorial sur le site du Hellfest, lors de sa quinzième édition, à l'issue du concert de Scorpions, en remplacement de la précédente version, abîmée par les intempéries. Cette statue en métal de 12 m de haut, réalisée par l'artiste plasticienne Caroline Brisset, contient une partie des cendres de l'artiste, envoyée par la famille de Lemmy à Ben Barbaud, selon les volontés du défunt,,,.

## Apparitions au cinéma et à la télévision
Lemmy a fait diverses apparitions dans des films au cinéma et à la télévision. Il apparaît notamment dans Hardware, film de science-fiction paru en 1990, et Eat the Rich (en), film sorti en 1987 dont Motörhead a réalisé la bande sonore. En 1994, Lemmy a fait une apparition dans le film Airheads, où il défend le héros en affirmant avoir lui aussi porté des pantalons en velours. Il est également cité dans une scène du film où est posée la question : « Dans un match de catch entre Dieu et Lemmy qui gagnerait ? », à quoi l'un des personnages répond : « Lemmy, c'est Dieu ! ». Il est apparu aussi dans différents films des studios Troma, une compagnie produisant des films indépendants ; il joue notamment le narrateur dans Tromeo and Juliet. Il apparaît également dans Gutterdämmerung, film musical américain réalisé par Björn Tagemose
Lemmy a fait une apparition dans un sketch télévisé des humoristes anglaises French and Saunders, avec d'autres musiciens tels que Mark Knopfler, Gary Moore, David Gilmour ou Mark King, ainsi que dans quelques publicités, notamment pour la marque Kit Kat et pour une marque de chips, pratiquant à chaque fois l'autodérision vis-à-vis de son personnage et de sa légende.
Lemmy est aussi apparu dans l'émission hebdomadaire de MTV Beavis et Butt-Head (Beavis and Butt-head), étant le seul musicien dont les deux adolescents attardés ne se moquent pas.

## Personnalité

### Alcool et drogue
Selon le journal Huffington Post, Lemmy aurait durant sa vie consommé une bouteille de Jack Daniels par jour, à partir de son trentième anniversaire. Quelques mois avant sa mort, Lemmy serait passé à la vodka-orange pour ménager son diabète. Son sang a même été jugé toxique par les médecins l'ayant hospitalisé à Londres au début des années 1990, ces derniers ayant déclaré : « Voyez-vous, si on vous donne du sang pur vous allez mourir... Mais, de grâce, ne donnez pas votre sang ! Il est tellement toxique que vous tueriez quelqu'un ! »
Il affirme également n'avoir jamais pris d'héroïne, puisque nombre de ses amis sont morts d'overdose. Pourtant, il n'était pas hostile aux autres drogues, comme le LSD ou les amphétamines. La légende raconte qu'il ne pouvait arrêter d'en consommer, car cela aurait arrêté son organisme.

### Sexualité
Dans un documentaire pour la chaîne britannique Channel 4 intitulé Motörhead: Live Fast, Die Old, datant de 2005, les journalistes affirment que Lemmy aurait « couché avec près de 2 000 femmes ». Toutefois, dans le documentaire de 2010, l'intéressé n'en a revendiqué « que 1000 » en ajoutant que ce n'était déjà « pas si mal », qu'il n'a jamais été marié, et qu'à 63 ans « ça ne fait pas tant que ça par an ». Le magazine Maxim a placé Lemmy numéro 8 dans leur classement des « Légendes vivantes du sexe ».
Dans le documentaire, Lemmy affirme qu'à l'école il vit qu'un élève qui avait ramené une guitare était « entouré de nanas ». Kilmister emprunta à sa mère un ukulélé, l'apporta à l'école et fut lui aussi immédiatement entouré de filles. Depuis, il aime à dire qu'une guitare est « un aimant à chattes ».
Le jour de la certification de l'album Bomber, Lemmy s'est évanoui en plein concert. Il a raconté par la suite au docteur avoir subi trois fellations qui l'avaient fatigué dans l'après-midi.

### Position du micro
Une des particularités de Lemmy consistait à chanter avec le micro placé en position anormalement haute. Il a lui-même expliqué que c'était « simplement par confort personnel », ajoutant : « C'est aussi une manière d'éviter de voir le public. Du temps où nous n'avions que 10 personnes et un chien, c'était une manière d'éviter de voir que nous n'avions que dix personnes et un chien. ». Selon le magazine Rolling Stone, une autre explication serait qu'il souhaitait prendre de la hauteur pour hurler « au visage d'une brute beaucoup plus grande que lui ».

### Polémiques sur les objets nazis
Durant sa vie, Lemmy s'intéressa aux différents conflits mondiaux, avec un intérêt particulier pour la Seconde Guerre mondiale, et il collectionnait les objets s'y rapportant. Il possédait entre autres une collection de poignards des différentes armées engagées dans ce conflit, mais il cessa d'en acquérir car, comme il le confiait dans un entretien pour le quotidien Libération (06/12/2006) : « On rencontre de vrais tarés dans les bourses d'échange ! ». Cette passion pour la Seconde Guerre mondiale l'amena fatalement à posséder des objets ayant un rapport au nazisme puisque l'Allemagne nazie était partie prenante dans ce conflit. Il conservait ces objets chez lui et ne les arborait jamais sur scène, sauf une Croix de Fer qu'il portait parfois en pendentif, donnant lieu à des polémiques et des accusations de sympathie idéologique. Antiraciste convaincu, il affirmait « collectionner seulement des objets et non des idées ». Il reconnaissait être fasciné par les uniformes militaires, entre autres par ceux de la Wehrmacht, en revanche il dénigrait les uniformes britanniques de couleur kaki, qualifiant ceux qui les portaient de « grenouilles de marécage ».

## Discographie

### AvecThe Rockin' Vickers
- 1965 : Zing! Went The Strings Of My Heart (7")
- 1965 :  It's Alright (7")
- 1966 :  Dandy (7")

### AvecSam Gopal
- 1969 : Escalator (EP promotionnel)
- 1969 :  Escalator

### AvecHawkwind
- 1972 : Silver Machine (7")
- 1972 : Doremi Fasol Latido
- 1973 : Lord Of Light (7")
- 1973 : Urban Guerilla (7")
- 1973 : Space Ritual
- 1974 : Hall Of The Mountain Grill
- 1974 : Psychodelic Warlords (7")
- 1975 : Kings Of Speed (7")
- 1975 : Warrior On The Edge Of Time

### AvecRobert Calvert
- 1974 : Ejection / Catch A Falling Starfighter
- 1974 : Captain Lockheed and the Starfighters
- 1980 : Lord of the Hornets / The Greenfly and the Rose

### AvecMotörhead
- 1977 : Motörhead
- 1979 : Overkill
- 1979 : On Parole (enregistré en 1975)
- 1979 : Bomber
- 1980 : Ace of Spades
- 1981 : No Sleep 'til Hammersmith
- 1982 : Iron Fist
- 1983 : Another Perfect Day
- 1984 : No Remorse
- 1985 : Black Leather Jack
- 1986 : Orgasmatron
- 1987 : Rock 'n' Roll
- 1988 : No Sleep At All
- 1991 : 1916
- 1992 : March ör Die
- 1993 : Bastards
- 1995 : Sacrifice
- 1996 : Overnight Sensation
- 1998 : Snake Bite Love
- 1999 : Everything Louder Than Everyone Else
- 2000 : We Are Motörhead
- 2000 : The Best of Motörhead
- 2000 : The Chase Is Better Than The Catch (compilation)
- 2000 : Over The Top - The Rarities (compilation)
- 2001 : All The Aces (compilation)
- 2002 : Hammered
- 2003 : Stone Deaf Forever (coffret de cinq CD)
- 2003 : Live at Brixton Academy
- 2004 : Inferno
- 2006 : Kiss of Death
- 2007 : Better Motörhead than Dead – Live at Hammersmith
- 2008 : Motörizer
- 2010 : The Wörld is Yours
- 2013 : Aftershock
- 2015 : Bad Magic

### Avec The Head Cat
- 2000 : Lemmy, Slim Jim & Danny B
- 2006 : Fool's Paradise
- 2006 : Rockin' The Cat Club: Live From The Sunset Strip
- 2011 : Walk the Walk...Talk the Talk

### Projets solo, collaborations et compilations diverses
- 1989 : Nina Hagen - Nina Hagen (basse et chant sur Where's Is The Party)
- 1990 : Lemmy & The Upsetters - Blue Suede Shoes
- 1994 : Lemmy - Born To Lose – Live To Win: The Best Of Lemmy (compilation)
- 2006 : Lemmy - Damage Case (compilation)
- 2007 : Keli Raven & Lemmy Kilmister - « Bad Boyz 4 Life » (single)
- 2008 : Girlschool - album Legacy, titre « Don't talk to me » (l'album contient en outre une reprise de « Metropolis » de Motörhead)
- 2010 : Slash - album Slash, titre « Doctor Alibi »
- 2014 : Emigrate, album Silent So Long, titre « Rock City »

### Ouvrages
- (en) 2002 : White Line Fever : The Autobiography [« Motörhead : La fièvre de la ligne blanche »] (trad. de l'anglais), Rosières-en-Haye, Citadel Press (en) - Éditions du Camion blanc (fr), 2004, 287 p. (ISBN 0-8065-2590-8 et 2-910196-34-8).

## VHS/DVD Live
- 1982 : Motörhead - Live In Toronto - Castle Hendering (VHS)
- 1984 : Motörhead - Another Perfect Day EP (VHS)
- 1985 : Motörhead - Birthday Party (VHS)
- 1986 : Motörhead - Deaf Not Blind (VHS)
- 1988 : Motörhead - EP (VHS)
- 1991 : Motörhead - Everything louder Than Everything Else (VHS)
- 2001 : Motörhead - 25 & Alive Boneshaker - Steamhammer - SPV (DVD)
- 2002 : Motörhead - Motörhead EP (DVD)
- 2002 : Motörhead - The Best of Motörhead (DVD)
- 2003 : Motörhead - The Special Edition EP (DVD)
- 2004 : Motörhead - Everything Louder Than Everything Else (Live 1991) (DVD)
- 2005 : Motörhead - Stage Fright (Live 2004) (DVD)
- 2006 : The Head Cat - (Lemmy, Slim Jim Phantom & Danny B Harvey) - Rockin the Cat Club: Live from the Sunset Strip (DVD)

## Filmographie
- 1987 : Eat the Rich de Peter Richardson
- 1990 : Hardware de Richard Stanley
- 1994 : Radio Rebels (Airheads) de Michael Lehmann
- 1994 : John Wayne Bobbitt Uncut de Ron Jeremy
- 1996 : Tromeo and Juliet de Lloyd Kaufman
- 1999 : Terror Firmer de Lloyd Kaufman
- 2000 : Citizen Toxie: The Toxic Avenger IV de Lloyd Kaufman
- 2001 : Down and Out with the Dolls de Kurt Voss
- 2004 : The Curse of El Charro de Rich Ragsdale.
- 2013 : Return to Nuke 'Em High Volume 1 de Lloyd Kaufman
- 2016 : Gutterdammerung de Bjorn Tagemose